# День Героев Отечества
День Героев Отечества (или просто День Героев) — памятная дата, которая отмечается в России ежегодно 9 декабря. Является рабочим днём.

## История и празднование
25 января 2007 года, за день до рассмотрения законопроекта, Председатель Государственной думы РФ и Председатель Высшего совета партии «Единая Россия» Борис Грызлов в своём интервью журналистам объяснил, что «речь идёт о восстановлении существовавшего в дореволюционной России праздника — Дня георгиевских кавалеров, который отмечался 9 декабря. Эта же дата будет закреплена и за Днём героев Отечества, которые достойны иметь свой праздник».
Памятная дата «День Героев Отечества» была установлена Государственной Думой Российской Федерации 26 января 2007 года, когда российские парламентарии приняли соответствующий законопроект в первом чтении. В пояснительной записке к документу говорилось следующее: «мы не только отдаём дань памяти героическим предкам, но и чествуем ныне живущих Героев Советского Союза, Героев Российской Федерации, кавалеров ордена Святого Георгия и ордена Славы». Так же авторы законопроекта выражали надежду, что новая памятная дата России будет способствовать «формированию в обществе идеалов самоотверженного и бескорыстного служения Отечеству».
21 февраля 2007 года инициатива депутатов была одобрена Советом Федерации.
28 февраля 2007 года её утвердил Президент Российской Федерации Владимир Путин.

## Историческая справка
В Российской империи, до октябрьской революции 1917 года 26 ноября по старому стилю (по новому стилю — 7 декабря в XVIII веке, 8 декабря в XIX веке, 9 декабря в XX веке; в XXI веке этой дате также соответствует 9 декабря) отмечали как День Георгиевских кавалеров, ибо именно в этот день в 1769 году российская императрица Екатерина II Великая учредила Императорский Военный орден Святого Великомученика и Победоносца Георгия — высшую воинскую награду империи.
Большевики отменили этот праздник и упразднили орден, как и всю наградную систему старого режима. Но в 1943 г. был учреждён орден Славы, статус которого был близок по сути к Георгию, и идентичны орденские цвета.
Статус ордена был восстановлен лишь в 2000 году. Первым георгиевским кавалером Российской Федерации в 2008 году стал генерал-полковник Сергей Макаров.

## Выбор даты и его критика
Федеральный закон от 13 марта 1995 года № 32-ФЗ Федерации «О днях воинской славы и памятных датах России» установил памятный день 9 декабря — День Героев Отечества в честь учреждения ордена Святого Георгия. Дата выбрана таким образом, чтобы соответствовать празднуемому Русской православной церковью Дню Св. Георгия — 26 ноября по юлианскому календарю, к которому и было приурочено учреждение Ордена и который был до революции орденским праздником. В XXI в. 26 ноября по юлианскому календарю приходится на 9 декабря по григорианскому. Это вызвало критику со стороны некоторых историков, по мнению которых дата 9 декабря является ошибочной и не соответствует общепринятой в научном мире хронологии, так как в XVIII веке разница с григорианским календарём была на два дня меньше (орден Святого Георгия был утверждён 26 ноября (7 декабря) 1769 года).